# Emtricitabine
Emtricitabine (thường được gọi là FTC, tên hệ thống 2 ', 3'-dideoxy-5-fluoro-3'-thiacytidine ), với tên thương mại là Emtriva (trước đây là Coviracil), là một chất ức chế sao chép ngược nucleoside (NRTI). Thuốc này dùng để phòng ngừa và điều trị nhiễm HIV ở người lớn và trẻ em.
Emtricitabine cũng được bán trên thị trường dưới dạng phối hợp liều cố định với tenofovir disoproxil (Viread Lưu trữ ngày 5 tháng 3 năm 2022 tại Wayback Machine) dưới tên thương hiệu Truvada và với tenofovir alafenamide (Vemlidy Lưu trữ ngày 5 tháng 3 năm 2022 tại Wayback Machine) dưới tên thương hiệu Descovy.
Một thuốc kết hợp ba liều cố định của emtricitabine, tenofovir và efavirenz (Sustiva, được bán bởi Bristol-Myers Squibb) đã được Cục Quản lý Thực phẩm và Dược phẩm Hoa Kỳ (FDA) phê duyệt vào ngày 12 tháng 7 năm 2006 dưới tên thương hiệu Atripla.
Emtricitabine chiếm một phần tư viên thuốc Quad (tên thương hiệu: Stribild và Genvoya).
Nó nằm trong Danh sách các loại thuốc thiết yếu của Tổ chức Y tế Thế giới, một danh sách các loại thuốc quan trọng nhất cần thiết trong hệ thống y tế cơ bản.
Emtricitabine là một phần trong viên thuốc Quad (thuộc các nhãn hiệu: Stribild và Genvoya). Nó cũng được bán dưới dạng phối hợp với tenofovir disoproxil (Viread) dưới tên thương mại Truvada, và phối hợp với tenofovir alafenamide dưới tên thương mại Descovy. Trong các phối hợp cố định cùng tenofovir hoặc efavirenz và tenofovir, emtricitabine được đưa vào Danh mục Thuốc Thiết yếu của Tổ chức Y tế Thế giới . Viên phối hợp ba chất emtricitabine, tenofovir và efavirenz (Sustiva, do Bristol‑Myers Squibb) được Cục Quản lý Thực phẩm và Dược phẩm Hoa Kỳ (FDA) phê duyệt vào ngày 12 tháng 7 năm 2006, dưới tên thương mại Atripla .

## Sử dụng trong y tế

### Chống nhiễm HIV
Emtricitabine được chỉ định kết hợp với các thuốc kháng retrovirus khác để phòng ngừa và điều trị nhiễm HIV ở người lớn. Emtricitabine có sẵn trên thị trường và được FDA chấp thuận để điều trị nhiễm HIV.

### Nhiễm HBV
Emtricitabine thể hiện hoạt động lâm sàng chống lại virus viêm gan B (HBV), nhưng không được FDA chấp thuận để điều trị nhiễm HBV. Trong số những người bị nhiễm HBV mạn tính, điều trị bằng emtricitabine giúp cải thiện đáng kể về mô học, virus học và sinh hóa. Hồ sơ an toàn của emtricitabine trong khi điều trị tương tự như giả dược. Emtricitabine, giống như tất cả các loại thuốc khác được FDA phê chuẩn, chữa khỏi cả nhiễm HIV và HBV. Trong một nghiên cứu liên quan đến những người bị nhiễm HBV, các triệu chứng nhiễm trùng đã quay trở lại ở 23% những người được điều trị bằng emtricitabine đã được điều trị. Trong các nghiên cứu liên quan đến các cá nhân bị nhiễm HIV mạn tính, sự nhân lên của virus cũng được tiếp tục khi các đối tượng nghiên cứu được đưa ra trị liệu. Cũng như các loại thuốc dùng để điều trị nhiễm HIV, các loại thuốc dùng để điều trị nhiễm HBV có thể phải được sử dụng kết hợp để ngăn chặn sự tiến hóa của các chủng kháng thuốc. Hiệu quả của emtricitabine kết hợp với các thuốc chống HBV khác chưa được làm rõ.